# Lanaria
Lanaria — монотипный род монотипного семейства однодольных растений, включённых в группу базальные эвдикоты по системе классификации APG II.
Единственный представитель — вид Lanaria lanata (L.) T.Durand et Schinz [syn.  Hyacinthus lanatus L.]typus, встречающийся в Южной Африке. Английское общеупотребительное название этого растения — Cape edelweiss («капский эдельвейс»).